# Budget
En budget är mest allmänt en prognos/plan över framtida planerade ekonomiska utlopp.
Inom redovisningen och ekonomistyrningen är budget en prognos för framtida:
- Resultat, där man planerar för intäkter och kostnader.
- Likviditet, där inbetalningar och utbetalningar planeras.
- Balansräkning, där man planerar för tillgångar, eget kapital och skulder.

Ofta är det bara resultat- och finansräkningens konton som prognostiseras; därav är förändringen i balanserna given, men de individuella kontona är inte uppskattade och budgeten är bara en grov bild över förändringen av nettotillgångar och nettoskulder.
Man budgeterar även ofta för enskilda projekt, och för företagets olika avdelningar, så att man har en lagerbudget, marknadsföringsbudget, produktionsbudget etc.
Budgeten är ett viktigt verktyg i arbetet att styra företagets ekonomi, det vill säga att stämma av verkligt ekonomiskt utfall med det planerade utfallet och därifrån fatta relevanta beslut. Man kan då få större kontroll över hur man ska göra inköp, anställa personal, fördela de ekonomiska resurserna med mera. 